# Matidia virens
Matidia virens es una especie de arañas araneomorfas de la familia Clubionidae.

## Distribución geográfica
Es endémica de Ambon y las islas de Banda (Indonesia).